# Koboscha
Die Koboscha (russisch Кобо́жа) ist ein linker Nebenfluss der Mologa in den russischen Oblasten Nowgorod und Wologda.
Die Koboscha hat ihren Ursprung auf den Waldaihöhen in dem kleinen See Welikoje im Rajon Moschenskoje der Oblast Nowgorod.
Sie fließt anfangs in nördlicher Richtung. Später wendet sie sich nach Osten und durchfließt den Südwesten der Oblast Wologda und mündet schließlich in die Mologa, einem Zufluss des Rybinsker Stausees.
Die Koboscha hat eine Länge von 184 km. Sie entwässert ein Areal von 2660 km².
Die Koboscha wird im Wesentlichen von der Schneeschmelze gespeist. 
Der mittlere Abfluss an der Mündung beträgt 19,5 m³/s.
Die Koboscha wurde zumindest früher zum Flößen genutzt.